# Пасков
Пасков (чеськ. Paskov) — місто в районі Фридек-Містек Мораво-Сілезького краю Чехії, за 12 кілометри від Острави. На 1 січня 2011 року в місті жило 3939 осіб.
Перша письмова згадка про Пасков припадає на 1267 рік. У 1871 році через Пасков була прокладена залізниця за напрямом Острава — Валашське — Мезіржічі.
У 1984 році був зданий в експлуатацію целюлозно-паперовий комбінат Біоцел по випуску 200 тис. тонн біленої целюлози в рік. У будівельно-монтажних, налагоджувальних і експлуатаційних роботах брали участь радянські фахівці на чолі з інженером Анатолієм Р. Бобровим (1938—1999 рр.).

## Частини міста
- Пасков
- Опрехтіце